# 西武村山線
西武村山線（せいぶむらやません）とは、
1. 西武鉄道新宿線のうち高田馬場-東村山間と、西武園線の旧線である東村山-村山貯水池間を合わせた区間の旧称。1952年3月25日の路線名称改正により、新宿線と西武園線に分離された。西武新宿線および西武西武園線を参照。
2. 上記村山線の母体となった、箱根ヶ崎-東村山-田無-下井草-吉祥寺（のち荻窪）間の計画線。ほとんどの部分は1の村山線として開業に至ったが、両端部は未成のまま免許取り消しとなった。この項で詳説。

## 概要

### 村山軽便鉄道時代
村山線の免許そのものを取得したのは西武ではなく、東村山に本社を持つ鉄道会社・村山軽便鉄道である。当時、東村山を通る川越鉄道（現在の西武国分寺線と西武新宿線の一部）以西には一切鉄道路線がなく、狭山丘陵の南に近接する青梅街道沿いの村々は、全くの陸の孤島状態であった。
そこでこれらの村の有力者が発起人となって、箱根ヶ崎から石田・殿ヶ谷（以上現在の瑞穂町）・岸・三ツ木・中藤（以上現在の武蔵村山市）・芋窪・蔵敷・奈良橋・高木・狭山・清水（以上現在の東大和市）・東村山（現在の東村山市）・久留米（現在の東久留米市）・田無（現在の西東京市）の各町村を経由し、中央本線の吉祥寺につなぐ都心連絡鉄道を計画したのである。当初はさらに現在の西武新宿線と同様の経路により戸塚（現在の新宿区）までつなぐ計画で申請したが、1915年2月8日に短縮し変更している。なお、動力は蒸気であった。
申請に際しては交通至便化や地域振興だけでなく、この村山地区が自然豊かで観光に最適であること、また当時東京市が建造中だった村山貯水池（多摩湖）が将来的に名所となり交通が必要になることを理由として挙げていた。また、田無から先は西武軌道（後の都電杉並線）と併願状態となったが、この時点で既に20年間計画が動いていない状態だったため、問題なしとして申請を行った。
この結果、1915年3月25日に箱根ヶ崎-東村山-田無-吉祥寺間の免許が下付されることになる。しかし下付を受けたはいいものの、会社の首が回らない状態となり、翌1916年3月1日に早くも工事施行認可申請を延期。いきなり計画が暗礁に乗り上げることになった。

### 川越鉄道時代
ここで登場したのが、東村山で当線と交わる川越鉄道である。川越鉄道は都心連絡線を作るため1912年に中野までの延長路線を申請したものの、却下されていた。そうしているうちに武蔵野鉄道（現在の西武池袋線）の構想が持ち上がっておくれを取り、大あわてで1913年に同じ延長路線を申請したものの再び却下、切歯扼腕している状態だった。そこに都心へ通じる免許を持った鉄道会社が現れたのは、まさに願ってもないことであった。
このことは経営危機の村山軽便鉄道にとっても幸運なことで、互いの利害が一致した結果、当線の免許は1916年5月20日をもって川越鉄道に譲渡され、「延長線」という名称で呼ばれることになった。
川越鉄道はさっそく2年後の1918年4月22日に工事施行許可申請を行いやる気を見せたが、第一次世界大戦に伴う物価の高騰でなかなか工事に着手できず、1918年10月21日と1919年8月21日の二度にわたり工事着手期限を延期。結局何もできないまま、1920年6月1日に武蔵水電へ合併された。

### 武蔵水電時代
武蔵水電で「村山線」と呼ばれるようになった当線は、一時旧川越鉄道本線の川越線を改良・電化するために会社が大わらわの状態となったため、いきなり1921年8月4日に工事着手期限を延期された。
ここでようやく動きがあった。同年9月24日、会社は当線の動力を電気へ変更、電気機関車1両と電車3両をこの路線のために増備する計画を提出した。そして10月24日には、吉祥寺止まりの当線を、同じ武蔵水電の路線となっていた旧西武軌道と接続し、ちょうど川越市内への乗り入れ工事が検討されていた大宮線と合わせて新宿-吉祥寺-東村山-川越-大宮という大環状線を作ろうとしたのである。
だがこの計画は1922年4月17日に、旧西武軌道線が田無までの特許を持っていることを理由に、「田無で接続させればすむこと」と却下。直後、1922年6月1日に武蔵水電は帝国電灯との合併と同時に鉄道部門を切り離し、免許は武蔵鉄道→西武鉄道（旧）に渡ることになる。

### 西武鉄道（旧）時代

#### 村山線の着工
延長に次ぐ延長のまま遅々として建設が行われずにいた村山線であったが、ようやく西武鉄道（旧）の時代となって大きく動き始めた。
まず同社では旧西武軌道線の未成区間である荻窪-田無間に眼をつけ、ここを地方鉄道に転換して村山線を荻窪につなぐ計画を立て、さらに途中の下井草から支線を出して目白に接続させるという計画を立てた。村山線の建設については、東村山以東を先とし、以西を後とすることにした。
この準備のため、工事着手期限を1922年10月3日と1923年4月9日に2回延長し、1924年7月27日についに東村山-田無間の工事着手許可申請と終点の荻窪への変更申請を提出するに至った。ただし、会社側の誤解のために工事そのものは3月27日に着手されるなどのあわただしい着工となった。

#### 下井草-荻窪間の免許失効
その後、村山線は東村山-田無間の工事かたがた、工事竣功期限の延長を1924年10月6日、1925年11月2日、1926年5月4日と3回行った。
その理由は、本来支線であった下井草-目白間の方を会社が重視するようになり、接続駅を高田馬場に変更したり、工事をそちら側優先にしたりするようになったためであった。
このため鉄道省は1926年12月18日に提出された工事竣功期限延長申請を受けた際に、「半端な路線であって実現の見込みがない」と1927年5月2日付で下井草-荻窪間の免許を取り消すに至り、この区間は未成線となることになった。

#### 「箱根ヶ崎線」と終焉
西武西武園線・村山貯水池駅も参照のこと
1927年4月16日、高田馬場-東村山間が「村山線」として開業した。これにともない、計画線の方の村山線も西側の東村山-箱根ヶ崎方面に工事の対象が向かった。
この区間は村山線開通直前の1927年2月25日に工事竣功期限を延期するなど幸先の悪いスタートで、その後も1928年4月28日と同年10月9日に同じく竣功期限延長を行っている。この頃より、当線は「箱根ヶ崎線」と俗称されるようになった。
しかし、その「箱根ヶ崎線」に思わぬ重要な役目が回って来た。1927年、当線の通過するすぐそばに出来た村山貯水池が東京からの観光地として人気になり、ライバルである武蔵野鉄道が西所沢・国分寺から路線を伸ばしてその観光輸送を開始した。これに対抗意識を燃やした会社が、ちょうど貯水池そばを通る「箱根ヶ崎線」に白羽の矢を立てたのである。
これにより、1929年4月1日に貯水池近くを通るように当線の路線を変更。翌1930年4月5日には東村山-村山貯水池前（仮）間を開業させた。
このまま箱根ヶ崎まで行くかと思われたが、会社は1930年10月15日に、村山貯水池前（仮）駅から本駅までの延伸の申請と一緒に、またしても工事竣功期限延期の申請を行った。
これに業を煮やしたのが鉄道省である。工事竣功期限の延長だけで8回という頻繁な延期についに我慢の限界となり、「到底近い将来に出来るとは思えない」と断じて「箱根ヶ崎線」の免許を1931年10月5日付で取消処分とした。
ここに、紆余曲折を経て計画線としての村山線は、両端が未成の状態のままで終焉を迎えることになったのであった。

## 年表
- 1915年3月25日 - 村山軽便鉄道、箱根ヶ崎-東村山-田無-吉祥寺間の軽便鉄道免許を取得[1]。
- 1916年3月1日 - 工事施行認可申請を延期。
- 1916年5月20日 - 川越鉄道に合併され、同鉄道の延長線となる。
- 1918年4月22日 - 工事施行許可申請。
- 1918年10月21日 - 工事着手期限を延期（1回目）。
- 1919年8月21日 - 工事着手期限を延期（2回目）。
- 1920年6月1日 - 武蔵水電へ合併され、村山線となる。
- 1921年8月4日 - 工事着手期限を延期（3回目）。
- 1921年9月24日 - 動力を電気に変更。
- 1921年10月24日 - 旧西武軌道線、大宮線との接続による大環状線構想を申請。
- 1922年4月17日 - 鉄道省、大環状線構想を却下。
- 1922年6月1日 - 帝国電灯との合併時に鉄道部門が切り離され独立、武蔵鉄道→西武鉄道（旧）の村山線となる。
- 1922年10月3日 - 工事着手期限を延期（4回目）。
- 1923年4月9日 - 工事着手期限を延期（5回目）。
- 1924年7月27日 - 東村山-田無間の工事着手許可、終点の荻窪への変更を申請。また下井草から目白（のちに高田馬場へ変更）への支線の免許も申請。ただし実際の工事は3月27日から行われていた。
- 1924年10月6日 - 工事竣功期限延長を申請（1回目）。
- 1925年11月2日 - 工事竣功期限延長を申請（2回目）。
- 1926年5月4日 - 工事竣功期限延長を申請（3回目）。
- 1926年12月18日 - 工事竣功期限延長を申請（4回目）。
- 1927年2月25日 - 工事竣功期限延長を申請（5回目）。
- 1927年4月16日 - 高田馬場-東村山間が「村山線」として開業[2]。
- 1927年5月2日 - 鉄道省により下井草-荻窪間の免許取消。
- 1928年4月28日 - 工事竣功期限延長を申請（6回目）。この頃より「箱根ヶ崎線」と俗称されるようになる。
- 1928年10月9日 - 工事竣功期限延長を申請（7回目）。
- 1929年4月1日 - 村山貯水池への観光輸送のため路線一部変更。
- 1930年4月5日 - 村山線の延長として東村山-村山貯水池前（仮）間開業。
- 1930年10月15日 - 村山貯水池前（仮）駅から本駅までの延伸、工事竣功期限延長を申請（8回目）。
- 1931年10月5日 - 鉄道省により村山貯水池-箱根ヶ崎間の免許取消[3]。